# Luke (gmina Ivanjica)
Luke (cyr. Луке) – wieś w Serbii, w okręgu morawickim, w gminie Ivanjica. W 2011 roku liczyła 939 mieszkańców.